# Psilochilus
Die Gattung Psilochilus aus der Familie der Orchideen (Orchidaceae) besteht aus 19 Arten. Sie kommen im tropischen Amerika vor.

## Beschreibung
Die Psilochilus-Arten sind krautige Pflanzen mit kriechendem Rhizom. Die dicken, fleischigen Wurzeln entspringen an den Knoten längs des Rhizoms, sie sind behaart. Der rötliche Spross ist aufrecht oder aufsteigend, in Abständen beblättert. Die Blätter sind fleischig, gestielt oder mit dem Blattgrund lose den Spross umfassend. Die Blattspreite ist oval bis umgekehrt-lanzettlich, oberseits grün mit gelegentlicher hellerer Zeichnung, unterseits rötlich. Die Blätter sind längs der Blattadern gefältelt (plikat).
Die Exemplare einer Population blühen oft genau gleichzeitig. Die einzelne Blüte hält etwa vier Tage, die Blüten eines Blütenstands blühen nacheinander auf. Der wenigblütige Blütenstand ist endständig, mit sehr kurzem Blütenstandsstiel. Die Tragblätter stehen zweizeilig am Spross. Der Fruchtknoten ist zylindrisch. Die Sepalen sind frei, nur leicht auseinanderklaffend, recht dünn in der Textur, längs der Mittelrippe gekielt. Das dorsale Sepal ist schmal, konkav bis fast kapuzenförmig gebogen. Die seitlichen Sepalen sind asymmetrisch und leicht sichelförmig gebogen. Die Petalen sind frei. Die Lippe ist frei mit deutlichem, linealischem, gebogenem Nagel, die Spreite ist dreilappig. Auf der Spreite befinden sich ein bis drei Schwielen, der vordere Rand kann gewellt sein. Die Säule ist schlank, gebogen, etwas kürzer als das dorsale Sepal, mit deutlichen geöhrten Flügeln an der Spitze. Die Narbe besteht aus einer Fläche. Ein Rostellum fehlt. Das Staubblatt steht endständig, es ist sehr kurz gestielt. Die vier Pollinien sind von pudrig-körniger Konsistenz. Die Samen sind hellbraun und spindelförmig.

## Verbreitung
Die Arten der Gattung Psilochilus sind im tropischen Süd- und Mittelamerika verbreitet. Im Norden reicht das Areal bis nach Mexiko und in die Karibik, im Süden bis Peru und in den Süden Brasiliens. Es werden meist feuchte Wälder bis in Höhenlagen von 3500 Meter besiedelt.

## Systematik und botanische Geschichte
Die Gattung Psilochilus wurde 1882 von João Barbosa Rodrigues in Genera et Species Orchidearum Novarum ... Band 2, Seite 272 aufgestellt. Typusart ist Psilochilus modestus. Der Name Psilochilus setzt sich aus den griechischen Worten ψιλός psilos, „nackt“, und χεῖλος cheilos, „Lippe“, zusammen; er bezieht sich auf die unbehaarte Lippe der Typusart.
Die Zuordnung zur Tribus Triphoreae stammt von Dressler. Er gab als nächste Verwandte die Gattungen Monophyllorchis und Triphora an. Diese Einordnung wurde auch durch neuere DNA-Untersuchungen bestätigt, die Verwandtschaftsverhältnisse innerhalb der Triphoreae stellen sich wie folgt dar:
|  | \| \| Psilochilus \| \| \| \| \| \| Triphora \| \| \| \| |
|  |                                                          |
|  | Monophyllorchis                                          |
|  |                                                          |
|  | Psilochilus                                              |
|  |                                                          |
|  | Triphora                                                 |
|  |                                                          |

|  | Psilochilus |
|  |             |
|  | Triphora    |
|  |             |

Es sind 19 gültige Arten bekannt:
- Psilochilus alicjae Kolan.: Die 2014 erstbeschriebene Art kommt in Brasilien vor.[4]
- Psilochilus antioquiensis Kolan.: Die 2013 erstbeschriebene Art kommt in Kolumbien vor.[4]
- Psilochilus carinatus Garay: Sie kommt von Costa Rica bis Kolumbien vor.[4]
- Psilochilus dressleri Kolan.: Die 2014 erstbeschriebene Art kommt in Panama vor.[4]
- Psilochilus dusenianus Kraenzl. ex Garay & Dunst.: Sie kommt von Venezuela bis Guayana und im südlichen Brasilien vor.[4]
- Psilochilus francoae Szlach. & Baranow: Die 2016 erstbeschriebene Art kommt in Kolumbien vor.[4]
- Psilochilus hatschbachii Kolan.: Die 2014 erstbeschriebene Art kommt in Brasilien vor.[4]
- Psilochilus macrophyllus (Lindl.) Ames: Sie kommt in drei Varietäten von Mexiko bis Guayana und Peru und auf Inseln der Karibik vor.[4]
- Psilochilus maderoi (Schltr.) Schltr.: Sie kommt im westlichen Kolumbien vor.[4]
- Psilochilus minutifolius Kolan.: Die 2015 erstbeschriebene Art kommt in Panama vor.[4]
- Psilochilus modestus Barb.Rodr.: Sie kommt auf Jamaika, von Kolumbien bis Venezuela und von Brasilien bis Bolivien vor.[4]
- Psilochilus mollis Garay: Sie kommt in Ecuador vor.[4]
- Psilochilus panamensis Kolan.: Sie kommt in Panama vor.[4]
- Psilochilus physurifolius (Rchb.f.) Løjtnant: Sie kommt von Costa Rica bis Panama, von Venezuela bis Guayana und auf Grenada vor.[4]
- Psilochilus sanderianus Kolan.: Die 2014 erstbeschriebene Art kommt wohl in Brasilien vor.[4]
- Psilochilus steyermarkii Kolan.: Die 2015 erstbeschriebene Art kommt in Venezuela vor.[4]
- Psilochilus szlachetkoanus Kolan.: Die 2016 erstbeschriebene Art kommt in Mexiko und Costa Rica vor.[4]
- Psilochilus tuerckheimii Kolan. & Szlach.: Die 2013 erstbeschriebene Art kommt in Guatemala vor.[4]
- Psilochilus vallecaucanus  Kolan. & Szlach.: Die 2012 erstbeschriebene Art kommt im westsüdwestlichen Kolumbien vor.[4]

## Weiterführendes
- Liste der Orchideengattungen